# Ray Ozzie
Ray Ozzie (20 de novembro de 1955) é um informático estadunidense.
É conhecido por ser o criador do Lotus Notes.
Em sua infância morou em Park Ridge, Illinois. Cursou o ensino médio na Maine South High School, formando em 1973. No ensino médio, Ozzie aprendeu a programar no mainframe GE-400.
Ozzie recebeu o grau de bacharel em Ciência da Computação em 1979 pela Universidade de Illinois em Urbana-Champaign, onde trabalhou no sistema PLATO, e iniciou sua carreira na Data Genereal Corporation, trabalhando para Jonathan Sachs. Após sair da Data General, Ozzie trabalhou para Dan Bricklin e Bob Frankston, criadores do VisiCalc, na Software Arts. Logo em seguida, ele foi recrutado por Sachs e Mitch Kapor para trabalhar para a Lotus Development no desenvolvimento do produto que se tornaria o Lotus Symphony. Ozzie deixou a Lotus Development em 1984 e fundou a Iris Associates para criar um produto que futuramente seria vendido pela Lotus como Lotus Notes. Iris Associates foi comprada pela Lotus em 1994 que em seguida foi comprada pela IBM em 1995. Ozzie trabalhou na IBM por vários anos antes de sair para formar a Groove Networks. Groove foi comprada pela Microsoft em 2005 e Ozzie se tornou um dos três Chief Technical Officer. Em 15 de Junho de 2006, Ozzie sucedeu Bill Gates no cargo de Chief Software Architect.